# Calligonum polygonoides
Calligonum polygonoides är en slideväxtart som beskrevs av Carl von Linné. Calligonum polygonoides ingår i släktet Calligonum och familjen slideväxter. Inga underarter finns listade i Catalogue of Life.